# Team Xecuter

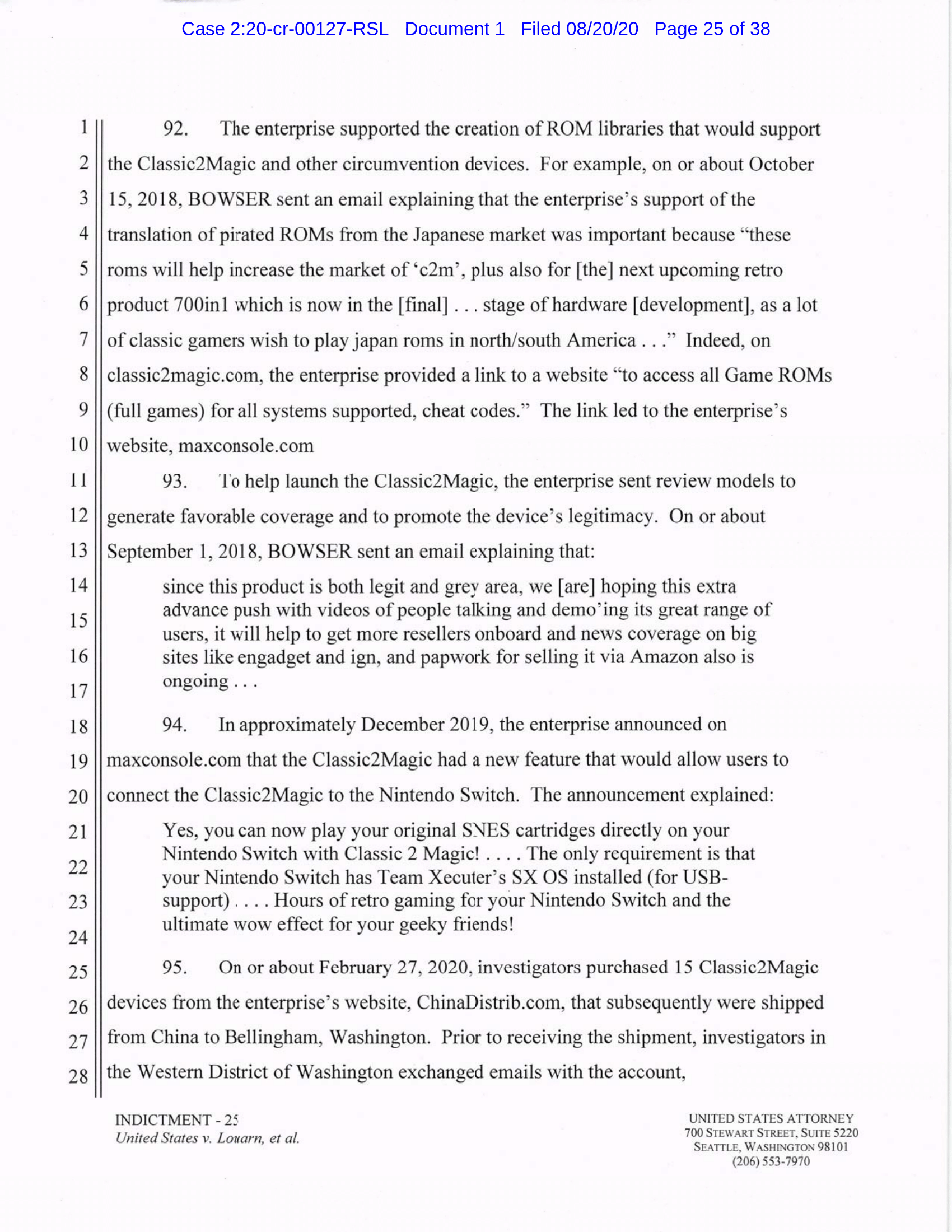
Team Xecuter相關文件

Team Xecuter是一个电子游戏黑客组织，專門制作破解芯片和越狱游戏机。此外Team Xecuter還會出售黑客工具牟利。该组织專門破解任天堂Switch、任天堂3DS、迷你红白机、Sony PlayStation和Xbox等遊戲機。
2020年9月，Gary “GaryOPA” Bowser和Max “MAXiMiLiEN” Louarn因设计和销售任天堂Switch破解产品而被捕，另一人中國人陳元寧（Yuanning Chen，音譯）仍然在逃。2020年8月20日，美國司法部在华盛顿州西雅图的美国地方法院向三人提起訴訟。起诉书中提到的三名男子均面临11项重罪指控。Bowser承認Team Xecuter至少自2013年以来一直在运营。
任天堂則于2021年4月对Bowser提起民事诉讼。任天堂还在其他涉及Team Xecuter芯片经销商的诉讼中成功胜诉。
2021年10月，Bowser承认两项与分发Team Xecuter设备有关的指控，並同意支付450万美元并继续与美國司法部合作调查Team Xecuter，以换取对他的其他九项指控的撤銷。